# Donner Party

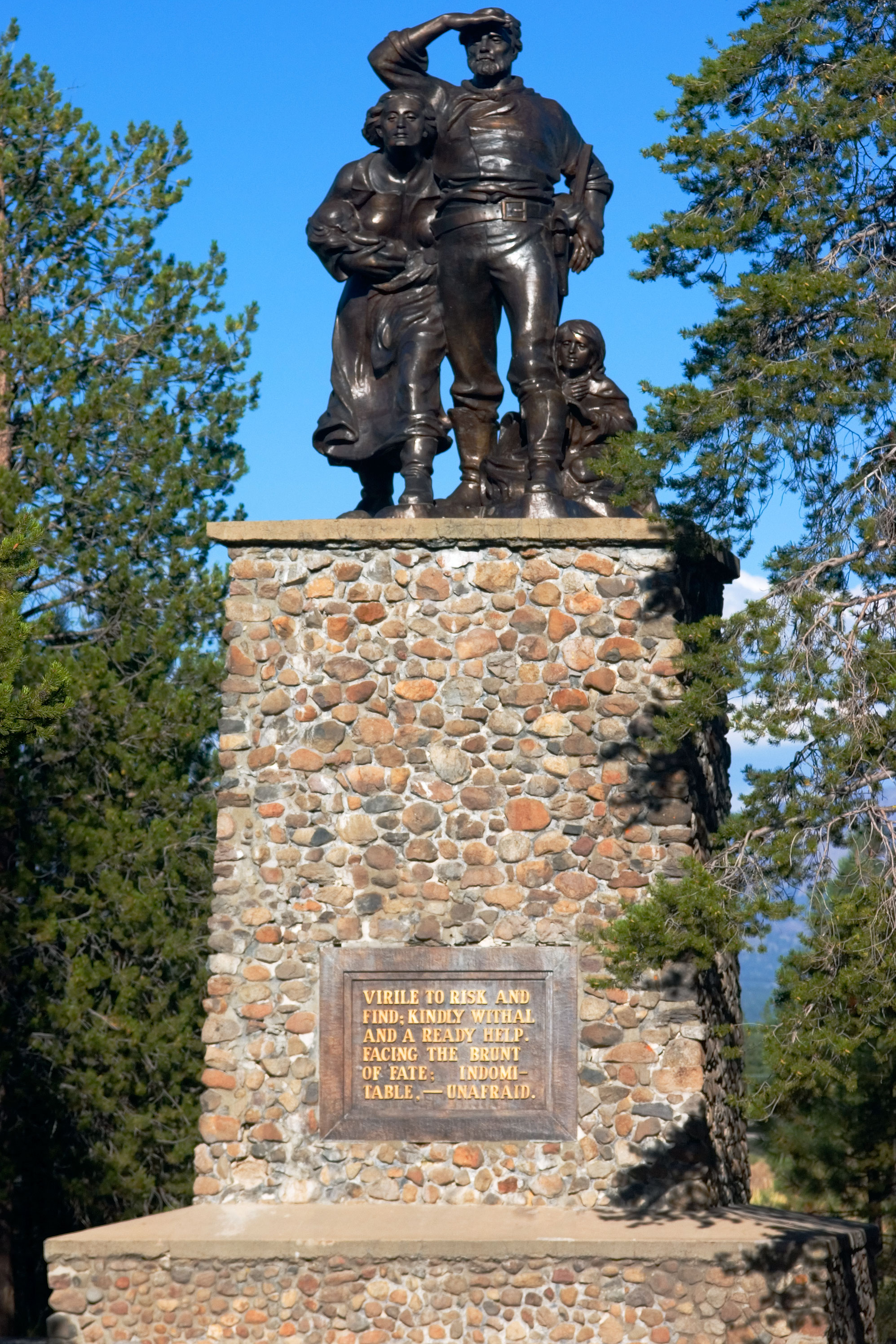
Ein Denkmal zur Erinnerung an die Donner Party im Donner Memorial State Park

Die Donner Party (von englisch party ‚Reisegruppe‘) war eine Gruppe von 87 Siedlern, die 1846 auf dem Weg in den Westen der USA waren. Der Name leitet sich von George Donner ab, der am 19. Juli 1846 zum Führer des Trecks gewählt wurde.
Nach Fehlentscheidungen wurden die Reisenden in den östlichen Bergen der Sierra Nevada vom Winter überrascht. In den folgenden vier Monaten starben 34 der ursprünglich 81 in den Bergen gefangenen Siedler. Die Überlebenden konnten laut Tagebüchern zum Teil nur durch Kannibalismus die Reise überstehen.

## Geschichte
Der Kern der Gruppe bestand aus den Familien von George Donner, seines Bruders Jakob und James F. Reed aus Springfield, Illinois, sowie einigen angeworbenen Helfern, insgesamt 33 Personen. Die Gruppe brach am 14. April 1846 Richtung Kalifornien auf und traf am 10. Mai 1846 in Independence, Missouri, ein, von wo aus sie zwei Tage später weiterreiste.
Am 19. Mai schlossen sich die Familien Donner und Reed einem größeren Treck mit etwa 150 Siedlern, geführt von einem Anwalt aus Kentucky namens William H. Russell, an. Viele der späteren Mitglieder der Donner Party befanden sich bereits in dieser Gruppe. Die nächsten zwei Monate folgte die Gruppe dem California Trail, bis sie schließlich Little Sandy River im heutigen Wyoming erreichte, wo sie mit mehreren anderen Gruppen zusammen ihr Lager aufschlug. Dort gründeten die Siedler, die sich entschlossen, der neuen Route zu folgen („Hastings Cutoff“, Hastings-Abkürzung, benannt nach Lansford Hastings) eine neue Gruppe. Sie benannten sie nach dem Anführer George Donner: Donner Party.
Die Donner Party setzte den Weg nun westlich in Richtung Fort Bridger fort, wo die Abkürzung „Hastings Cutoff“ begann. Am 31. Juli begann sie ihre Reise auf der neuen Route. Sie musste einige schwere Hindernisse und Probleme bei der Durchquerung der Wasatchkette und der Großen Salzwüste überwinden, ließ auf dem Weg einige Wagen zurück und traf am 26. September nahe dem heutigen Elko, Nevada wieder auf den California Trail. Die „Abkürzung“ hatte ihre Reise um drei Wochen verlängert. Bei der Weiterreise entlang des Humboldtflusses kam es immer wieder zu weiteren Verzögerungen und Zwischenfällen. James Reed tötete bei einem Streit in Notwehr einen Mann und wurde aus dem Treck ausgeschlossen. Er ritt daraufhin mit einem weiteren Mann vor, um Versorgungsgüter zu beschaffen. Der ältere Siedler Hardcoop wurde erschöpft zurückgelassen. Keiner der anderen Siedler war bereit, zurückzureiten, um ihm zu helfen.
Als die Gruppe Ende Oktober die Sierra Nevada erreichte, geriet sie in einen Schneesturm, der die Weiterreise unmöglich machte. Drei Viertel der Gruppe lagerten an einem See, der heute nach der Gruppe Donner Lake benannt ist. Die Familie Donner und einige weitere lagerten sechs Meilen entfernt am Alder Creek, wo ein Wagen einen Achsbruch erlitten hatte. George Donner verletzte sich bei einem Reparaturversuch an der Hand.
Die Siedler schlachteten ihre Ochsen und aßen das Fleisch, was aber nicht lange vorhielt. Von der anderen Seite der Berge versuchte Reed, der inzwischen Sutter’s Fort erreicht hatte, zu ihnen zu gelangen, um sie zu versorgen. Auch er scheiterte am schlechten Wetter.
Am 15. Dezember starb Baylis Williams als erstes Opfer im Lager am See.
Mitte Dezember brach ein Trupp aus 18 Siedlern – 13 Männer und 5 Frauen – auf, um das 160 km entfernte Sutter’s Fort zu erreichen und Hilfe zu holen. Drei Personen kehrten nach kurzer Zeit wieder um. Ein Mann musste erschöpft zurückgelassen werden. Die anderen verliefen sich bald und brauchten die letzten Vorräte auf. Ohne Schutz in einem Blizzard starben vier weitere Mitglieder der Gruppe. Nachdem die Überlebenden das mittlerweile verendete Vieh unter dem Schnee nicht mehr finden konnten, ernährten sie sich von den Leichen. Die Übriggebliebenen setzten die Reise fort, wobei drei weitere Personen den Tod fanden. Zu den Überlebenden gehörten zwei junge Indianer, die Luis und Salvador genannt wurden. Sie wurden bei dem Versuch, die Gruppe zu verlassen, erschossen und fielen dem Kannibalismus der übrigen Siedler zum Opfer. Stark geschwächt erreichten sieben Personen am 18. Januar die Westseite der Berge.
In der Zwischenzeit starben im Donner-Lager weitere vier Menschen, darunter auch Jakob Donner. Im Lager am See starb der von der Suchtruppe zurückgekehrte „Dutch Charley“ Burger.
An der Westseite der Berge wurden Suchmannschaften ausgerüstet, um nach den restlichen Mitgliedern des Siedlertrecks zu suchen. Als die erste Mannschaft die Lager erreichte, waren dort bereits 14 Siedler verstorben. Die Überlebenden hatten sich von den gekochten Fellen der Ochsen ernährt und waren extrem schwach. Einige Retter suchten auch das Donner-Lager am Alder Creek auf. Die erste Suchmannschaft nahm 21 Siedler auf und verließ die Lager am 22. Februar.
Als die zweite Suchmannschaft unter der Führung von James Reed die Lager erreichte, stellten sie fest, dass die übrigen Siedler in beiden Lagern begonnen hatten, die Toten zu essen. Die Mannschaft nahm weitere 17 Siedler mit sich. Auf dem Rückweg wurde die Mannschaft von einem Sturm überrascht und musste einige der Geretteten in einem „Erschöpftenlager“ zurücklassen. Einer der Geretteten war nach dem Sturm tot.
Als die dritte Suchmannschaft fünf Tage später das „Erschöpftenlager“ fand, hatten zwei weitere Menschen ihr Leben lassen müssen. Die Überlebenden hatten sie gegessen.
Die Mannschaft teilte sich, ein Teil führte die restlichen Mitglieder in Sicherheit, während einige weitere zum eigentlichen Lager weitermarschierten. Die Mannschaft verließ das Lager am See schließlich mit vier Siedlern. George Donner, der durch eine Infektion seiner Verletzung zu schwach war, blieb zurück. Seine Frau weigerte sich, ihn zu verlassen, und blieb mit einigen anderen, insgesamt fünf Menschen, ebenfalls im Lager.
Als die vierte Mannschaft einen Monat später das Lager erreichte, war nur noch ein Mann, Louis Keseberg, am Leben. Die letzten Mitglieder der Donner Party erreichten Sutter’s Fort am 29. April.
Der Donner Memorial State Park nahe dem Ostufer des Donner Lake erinnert an die Katastrophe. Die Stelle, an der die Familie Donner am Alder Creek lagerte, wurde zur National Historic Landmark erklärt.

## Donner Pass

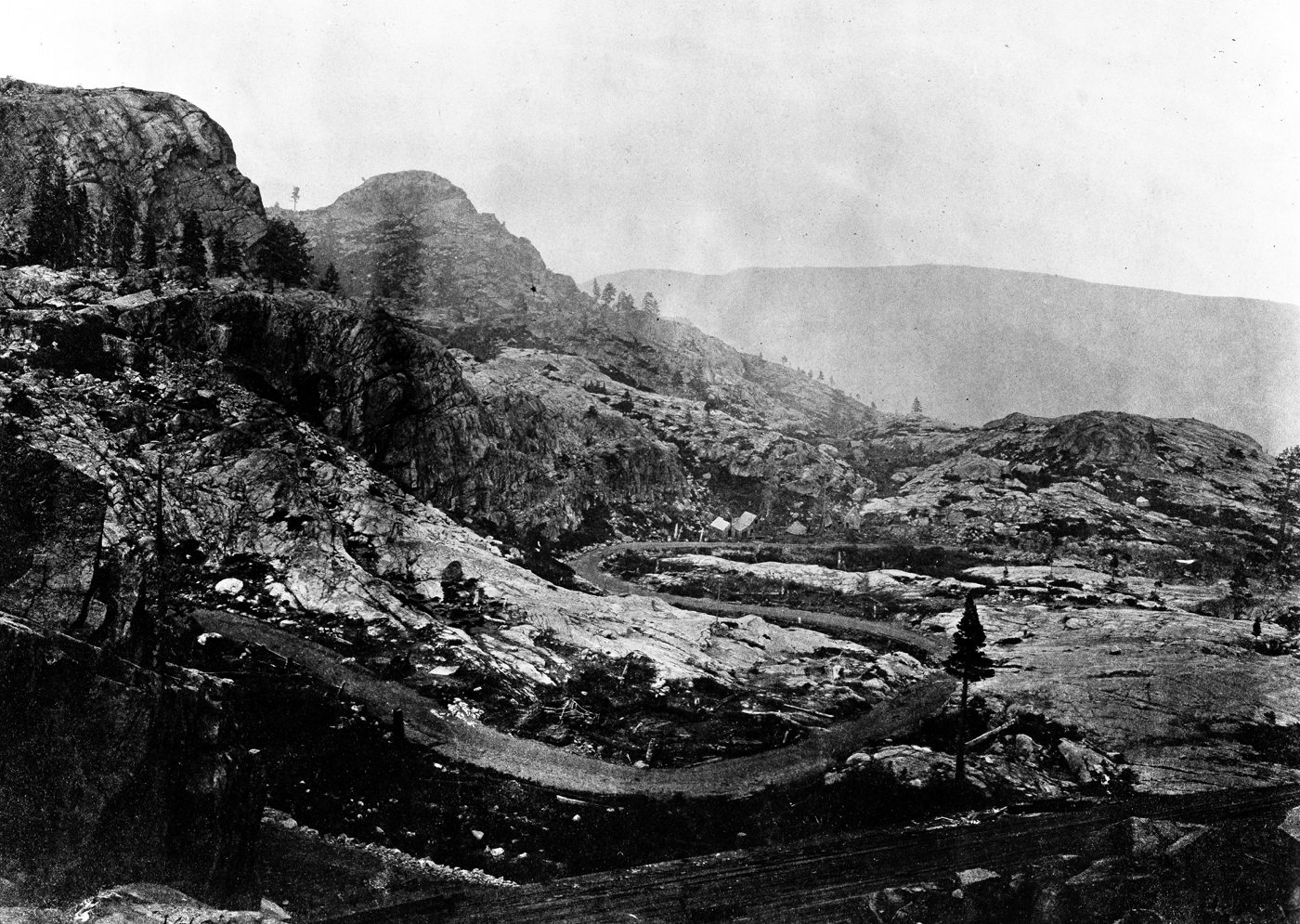
Der Donner Pass in den 1870ern

Der Donner Pass (39,3° N; 120,3° W) wurde nach George Donner benannt. Der Pass befindet sich in 2200 m Höhe. Über ihn führt die erste transkontinentale Eisenbahnstrecke der Central Pacific Railroad. Auch die Interstate 80 von Sacramento in Kalifornien nach Reno in Nevada verläuft unweit des Passes. Eine Ausfahrt ist nach dem Pass benannt.

## Sonstiges
- Die Ereignisse am Donner Pass dienten dem Autor Frank Schirrmacher als Aufhänger seines 2006 erschienenen Sachbuch-Bestsellers Minimum. Darin wird die soziale Überlegenheit von Familien thematisiert, da Familienmitglieder in dem Treck deutlich häufiger überlebten als Einzelpersonen.
- Die Geschehnisse beeinflussten Charlie Chaplin bei der Entstehung seines Filmes Goldrausch: In einer berühmten Szene isst sein Tramp aus Hunger seine Schuhe auf, ebenso wie einige Eingeschlossene am Donner-Pass es taten.
- Auch Luis Trenker verarbeitete in seinem Roman Der Kaiser von Kalifornien (1961) die Geschehnisse am Donner-Pass.
- Ebenso findet die Geschichte der Donner-Gruppe in Stephen Kings Roman The Shining und in der gleichnamigen Verfilmung von Stanley Kubrick Erwähnung.
- Der Film Ravenous – Friss oder stirb von 1999 handelt von ähnlichen Ereignissen.
- Der Roman Der Weg nach Westen von Robert Ullman befasst sich mit den Erlebnissen der Donner Party.
- Die Autorin Alma Katsu schrieb den Roman The Hunger – Die letzte Reise, welcher auf den Geschehnissen der Donner Party basiert. Allerdings wird die Wirklichkeit von einer übernatürlichen Kraft ergänzt.
- In der Serie Warehouse 13 macht ein Glasgefäß der Donnerparty diejenigen, die es berühren, zu Kannibalen.
- In Kurt Vonneguts Roman Hokus Pokus oder Wohin so eilig? wird die Donner-Party mehrfach erwähnt.[3]
- Erwähnung findet die Begebenheit ebenfalls im Film The Russian Bride – Bis dass der Tod uns scheidet (2019)
- Im Roman Old Bones – Tote lügen nie der Autoren Douglas Preston und Lincoln Child wird eine fiktive archäologische Ausgrabung der Überreste der Donner Party beschrieben.